# Dschigdschidiin Mönchbat
Dschigdschidiin Mönchbat (mongolisch Жигжидийн Мөнхбат; * 1. Juni 1941 in Erdenesant; † 9. April 2018 in Ulaanbaatar) war ein mongolischer Ringer.

## Karriere
Dschigdschidiin Mönchbat nahm an den Olympischen Spielen 1964, 1968 und 1972 teil. 1968 konnte er im Mittelgewicht die Silbermedaille gewinnen. Ein Jahr zuvor hatte er in der gleichen Gewichtsklasse bereits die Bronzemedaille bei den Weltmeisterschaften in Neu-Delhi gewonnen. Bei den Asienspielen 1974 in Teheran konnte er in der Klasse bis 90 kg im griechisch-römischen Stil ebenfalls Bronze gewinnen.
Er war der Vater des Sumōringers Hakuhō Shō.